# Відкрита ера
Відкрита ера — період, який розпочався в 1968 році, відколи найпрестижніші тенісні турніри (Турніри великого шолому) почали допускати тенісних професіоналів, утративши любительський статус. Першим таким турніром став Відкритий чемпіонат Франції.
В період до відкритої ери теніс вважався грою для джентльменів, розвагою багатих. Однак, поряд із елітарними турнірами для благородної публіки, проводилися й турніри, за участь у яких гравці отримували гроші. Багато відомих гравців, здобувши успіху в любительському тенісі переходили в професіонали. Зважаючи на загрозу падіння рівня гри, турніри великого шолома відкрили свої корти для професійних гравців у 1968 році. Як наслідок, практично всі визначні тенісні гравці у світі стали професіоналами.